# Улус Картана

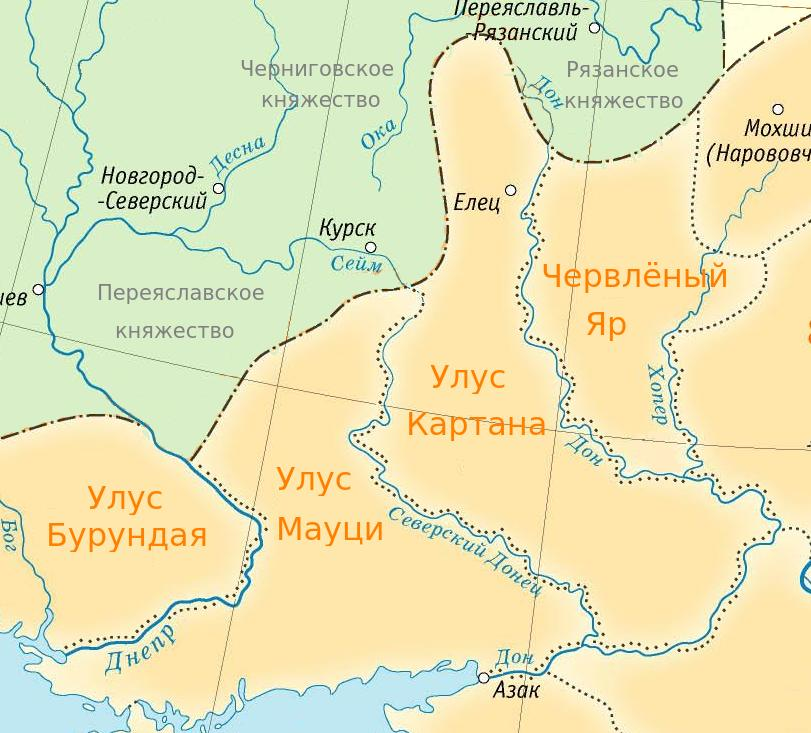
Улуси Золотої Орди у пер. пол. XIII ст.

Улус Картана — адміністративно-територіальне формування у складі Золотої Орди у 1-й пол. XIII ст.

## Історія
Назва походить від першого власника — Картана (в інших варіантах Карбона, Катран, Картона, Тирбон). Про нього обмель відомостей. Втім згідно наявної інформації не належав до династії Чингізидів. Ймоврініше був кипчацьким ханом (менш імовірно — зіхських чи аланським князем), що керував племен між річками Дон і Кубань або між Волгою і Уралом. Останній варіант ймовірніший, оскільки 1218 року, напередодні війни Чингизхана з Державою Хорезмшахів, ворогом монголів був власне Кипчацький каганат з центром в Сигнаку та напівнезалежне кипчацьке племенне об'єднання на захід від Іртиша. Західні кипчацькіхани (при номінальній залежності від каганату) були самостійними на той час.
Також припускають, що Картан належав до племені Ольберлю. Напевне добровільно визнав владу монголів. В будь-якому разі за якісь значні послуги у кампаніях, що передували західному походу хан Бату видав заміж за Картана власну сеструЧингізиди до того ж не мали заборони на шлюби з кипчаками, про що, зокрема, свідчать зафіксовані в джерелах випадки шлюбів Джучидів і Чагатаїдів з різними представниками кипчацьких родів. Російський дослідник В.Трепалов припустив, що Картан — це не особисте ім'я, а спотворений у латинській передачі титул, що означає зятя монгольського правителя — «кюрген» (тюркською — гурган або гураган).
Менш імовірною є версія, яка ототожнює Картана з Када'аном, сином великого кагана Уґедея. Згадку Карпіні, що Картан нечингізид прихильники цієї версії відносять до того, що він погано орієнтувався в родинних відносинах монголів. Для цього приводять приклад Куремси, якого європейський дипломат назвиває невідомо ким, в той час як Куремса був небожем Бату. Згідно цієї версії 1242 року Када'ан отримав улус біля Дону, а після 1251 року відмовився від нього, або тримав там свого представника.
Тривалість існування улуса невідома. 1247 року ще існував, про що згадує Плано Карпіні, який прибув до ставки Картана на шляху до Сарай-Бату, де зустрів князя Данила Галицького. Ймовірно улус припинив існування після смерті Картана або його нащадків. Напевне вже за хана Токти перетворився на Азакський тумен (саме до цього часу відносять заснування міста Азак), що увійшов до Кримського улуса (як мінімум з часів Узбек-хана).

## Територія
Охоплював Правобережжя Дону, тягнувся до Сіверського Донцю. На північному сході межував з улусом Сартака, на північному заході — улусом Манкерман. на заході — Кримським улусом. Його ставка розташовувалася біля якоїсь переправи на Дону Водночас припускають, що в подальшому міг отримати частину володінь з улусу Берке (до Кубані), де було засновано місто Шакрак (біля сучасної Іванівської), внаслідокчого на сході став межувати з улусом Бату.